# Mélanie von Metternich-Zichy

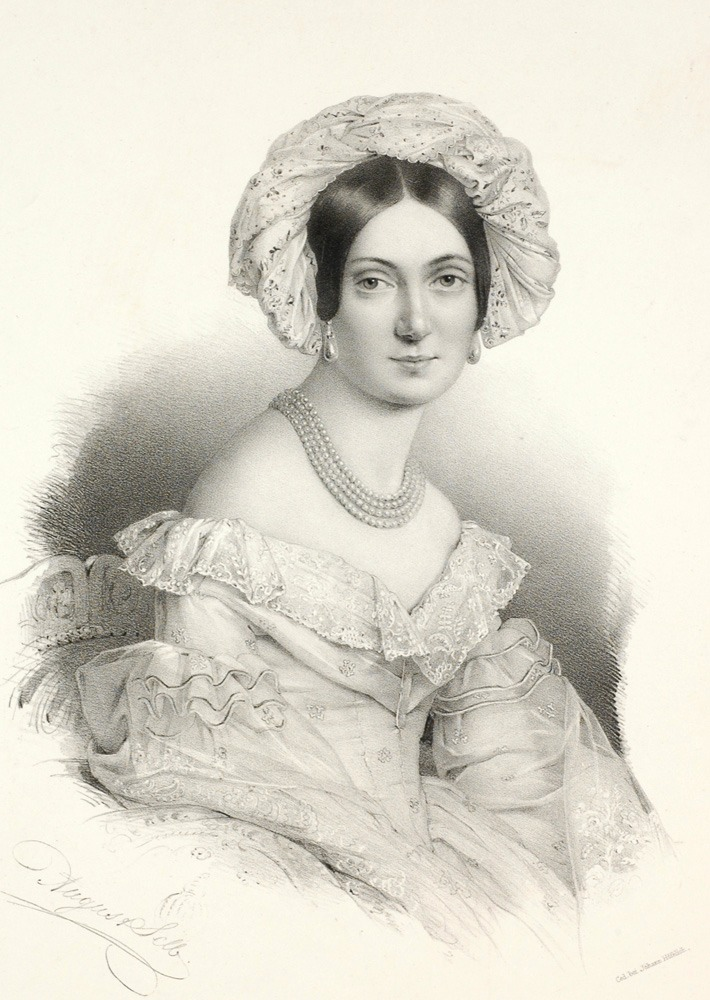
Prinses Mélanie von Metternich-Zichy

Prinses Mélanie Marie Pauline Alexandrine von Metternich-Zichy (Wenen, 27 februari 1832 - aldaar, 16 november 1919) was een Oostenrijkse aristocrate.
Ze stamde uit het adelsgeslacht Metternich en was de dochter van de Oostenrijkse diplomaat en politicus vorst Klemens von Metternich en zijn derde vrouw, gravin Mélanie Zichy-Ferraris (1805-1854).
Op 20 november 1853 trouwde ze met graaf József Zichy de Zich et Vásonkeő (1814-1897), de broer van Antónia Zichy, eveneens uit het Hongaarse adelsgeslacht Zichy. In tegenstelling tot haar vader was Mélanie niet conservatief en speelde ze een rol bij de totstandkoming van de Christelijk-Sociale Partij in Oostenrijk.
De Franse journalist Dominique Paoli beweerde bewijs gevonden te hebben dat de latere Franse generaal Maxime Weygand de onwettige zoon was van Mélanie Zichy-Metternich, hofdame van de Mexicaanse keizerin Charlotte van België, met Alfred Van der Smissen. Volgens Paoli's bewering zou Weygand bovendien in 1865 zijn geboren, en niet in 1867.